# The Definitive Christopher Cross
The Definitive Christopher Cross – kompilacyjny album amerykańskiego wokalisty Christophera Crossa wydany  w 2001 przez wytwórnię Warner Bros. Records. 

## Spis utworów
| 1.  | "Ride Like the Wind" (Christopher Cross)                                                                        | 3:54    |
|     | |         |
| 2.  | "All Right" (Christopher Cross)                                                                                 | 3:50    |
|     | |         |
| 3.  | "Say You'll Be Mine" (Christopher Cross)                                                                        | 2:53    |
|     | |         |
| 4.  | "Sailing" (Christopher Cross)                                                                                   | 4:14    |
|     | |         |
| 5.  | "Never Be the Same" (Christopher Cross)                                                                         | 4:08    |
|     | |         |
| 6.  | "Arthur's Theme (Best That You Can Do)" (Burt Bacharach / Christopher Cross / Carole Bayer Sager / Peter Allen) | 3:54    |
|     | |         |
| 7.  | "Think of Laura" (Christopher Cross)                                                                            | 3:22    |
|     | |         |
| 8.  | "No Time for Talk" (Christopher Cross)                                                                          | 4:22    |
|     | |         |
| 9.  | "Words of Wisdom" (Christopher Cross)                                                                           | 5:52    |
|     | |         |
| 10. | "Every Turn of the World" (Christopher Cross / Michael Omartian / John Bettis)                                  | 3:41    |
|     | |         |
| 11. | "Love is Love (In Any Language)" (Christopher Cross / Michael Omartian / John Bettis)                           | 4:27    |
|     | |         |
| 12. | "I Will (Take You Forever)" (Christopher Cross / Michael Omartian / Rob Maurer)                                 | 4:13    |
|     | |         |
| 13. | "A Chance for Heaven (Swimming Theme)" (Burt Bacharach / Carole Bayer Sager / Christopher Cross)                | 3:44    |
|     | |         |
| 14. | "Swept Away" (Steve Dorff / John Bettis / Christopher Cross)                                                    | 4:22    |
|     | |         |
| 15. | "Loving Strangers (David's Theme from Nothing in Common)" (Patrick Leonard / Christopher Cross / John Bettis)   | 4:03    |
|     | |         |
| 16. | "Is There Something" (Christopher Cross / Steve Dorff / Cynthia Weil)                                           | 4:54    |
|     | |         |
| 17. | "In The Blink of an Eye" (Christopher Cross / Rob Maurer)                                                       | 4:20    |
|     | |         |
| 18. | "Open up My Window" (Christopher Cross / Rob Maurer)                                                            | 4:09    |
|     | |         |
| 19. | "Back of My Mind" (Christopher Cross / Rob Meurer)                                                              | 3:55    |
|     | |         |
|     | | 1:18:17 |
|     | |         |